# البياضة (ولاية الوادي)
البياضة مدينة وبلدية تابعة إقليميا إلى دائرة البياضة ولاية الوادي الجزائرية. تقع بين الوادي وحساني عبد الكريم يقطنها حوالي 22000 نسمة 

## الجغرافيا
بلدية البياضة هي إحدى بلديات ولاية الوادي الثلاثين التي انبثقت عن التقسيم الإداري الاخير وهي تابعة لدائرة البياضة حيث تقع بلدية البياضة جنوب الولاية وتبعد عنها بحوالي كلم يحدها من الشرق بلدية الطريفاوي وغربا بلدية الوادي وبلدية واد العلندة اما شمالا فتحدها بلدية الوادي وجنوبا بلدية الرباح وبلدية النخلة.
تقدر مساحتها ب138.80كلم ويبلغعدد سكانها 33063نسمة حسب احصائيات 2008وعددالاشخاص المسنين بها 300عدد المكفوفين 80 حسب احصائيات 2012كما تتوفر التعريف ببلدية البياضة:
بلدية البياضة هي إحدى بلديات ولاية الوادي الثلاثين التي انبثقت عن التقسيم الإداري الاخير وهي تابعة لدائرة البياضة حيث تقع بلدية البياضة جنوب الولاية وتبعد عنها بحوالي 5كلم يحدها من الشرق بلدية الطريفاوي وغربا بلدية الوادي وبلدية واد العلندة اما شمالا فتحدها بلدية الوادي وجنوبا بلدية الرباح وبلدية النخلة.
تقدر مساحتها ب138.80كلم ويبلغ عدد سكانها 33063 نسمة حسب احصائيات 2008وعددالاشخاص المسنين بها 300عدد المكفوفين 80 حسب احصائيات 2012كما تتوفر البلدية على عدة منشات ومرافق عموماتية وتتمثل في:
البلدية على عدة منشات ومرافق عموماتية وتتمثل في:
- 25مسجدا.
- 22مدرسة ابتدائية.
- 5اكماليات.
- ثانويتان.
- 2 فروع إدارية للبلدية.
- فرع التكوين المهني «قطاع التعليم والتكوين».*مركز صحي ودار للولادة مع قسم استعجالات واربع وحدات علاجية اربع صيدليات ثلاثة منها للخواص وواحدة عمومية تابعة لاملاك الدولة ومركز لتوزيع الادوية.
- سوق اسبوعية متوسطة الحجم بحي الاستقلال.
- مرافق عمومية أخرى:

فرع للضمان الاجتماعي بريد مركزي وكالة عقارية وكالة بريدية دائرة فرع تامين للخواص دار الشباب
(عبد الرحيم عطالله 2008)
- مركز صحي ودار للولادة مع قسم استعجالات واربع وحدات علاجية اربع صيدليات ثلاثة منها للخواص وواحدة عمومية تابعة لاملاك الدولة ومركز لتوزيع الادوية.
- سوق اسبوعية متوسطة الحجم بحي الاستقلال.
- مرافق عمومية أخرى:

فرع للضمان الاجتماعي بريد مركزي وكالة عقارية وكالة بريدية دائرة فرع تامين للخواص دار الشباب

## التاريخ
```
لمحة تارخية عن الحياة الإدارية لبلدية البياضة:
```

في عهد الاستعمار الفرنسي كانت البياضة عبارة عن فرع إداري تابع لبلدية الوادي الوادي وقد أصبحت بلدية حسب تقسيم إداري معين سنة 1959 تراسها انذاك السيد بوصبيع إبراهيم عبد القادر وهذا لم يدم طويلا حيث سرعان ما الغيت بعد الاستقلال مباشرة سنة 1963.
بعد صدور المرسوم رقم 34/84 المؤرخ في 01/02/1984 المتعلق بالتقسيم الإقليمي للبلاد بحيث اعتمدت بلدية وتداول على رئاستها خمسة مجالس واربع مندوبيات إلى حد الساعة وهم على التوالي.
-المجلس الشعبي البلدي برئاسة عبد الوهاب التجاني من 1985 إلى 1989.
-المجلس الشعبي البلدي المؤقت برئاسة مناعي لخضر من ديسمبر 1989 إلى جوان 1990.
-المجلس الشعبي البلدي برئاسة بوصبيع إبراهيم محمد الصالح من 1990الى 1991.
-المندوبية التنفيذية البلدية برئاسة عباسي على من 1991الى 1992.
المندوبية التنفيذية البلدية برئاسة العيد سلطاني من افريل 1992الى مارس1994.
-المندوبية التنفيذية برئاسة عبد الكريم تجاني من افريل 1994الى جوان 1995.
-المنذوبية التنفيذية البلدية برئاسة عثمان العايب من جوان 1995الى أكتوبر 1997.
-المجلس الشعبي برئاسة محمود غربي من أكتوبر سنة 1997 إلى غاية أكتوبر 2001.
-المجلس الشعبي البلدي برئاسة خميس عميار من أكتوبر 2002 إلى 2007.
-المجلس الشعبي البلدي برئاسة فتحي عباسي من 2007 إلى 2012.
-المجلس الشعبي البلدي برئاسة علي ذويب من ديسمبر 2012 إلى جويلية 2014
-سلطة الحلول برئاسة رئيس الدائرة من جويلية 2014 إلى يومنا هذا (عبد الرحيم عطالله 2015)

## الاقتصاد

### وصلات داخلية
- دائرة البياضة